# BFC Alemannia 22
Der Berliner Fußballclub Alemannia 1922 war ein Fußballverein der Arbeitersportbewegung in Berlin zur Zeit der Weimarer Republik.

## Geschichte
Der BFC Alemannia 22 entstand 1922 aus der im Berliner Norden beheimateten Abteilung XI des größten und wichtigsten Berliner Arbeitersportvereins, dem TV Fichte. Der Spielbetrieb wurde in der Liga des regionalen Arbeitersportverbands, der Märkischen Spielvereinigung aufgenommen. Gleich in der ersten Saison 1922/23 errang Alemannia 22 die Meisterschaft der Märkischen Spielvereinigung durch ein 2:0 im Finale gegen den Mariendorfer SC. 
Alemannia 22 war somit für die ostdeutsche Meisterschaftsendrunde des ATSB qualifiziert und schlug zunächst am 13. Mai 1923 die FT Stettin-Bredow mit 4:0. Im Endspiel der ostdeutschen Meisterschaft im Arbeiterfußball am 27. Mai 1923 in Spremberg schlug Alemannia 22 den SC Tasmania Forst mit 3:1. Im Halbfinale der reichsweiten ATSB-Meisterschaftsendrunde schlug Alemannia 22 am 10. Juni 1923 den norddeutschen Vertreter Komet Groß-Flottbek in Altona mit 3:1. 
Das Endspiel der ATSB-Meisterschaft fand am 1. Juli 1923 in Leipzig auf dem Platz des TSV Vorwärts Eutritzsch statt. Alemannia 22 unterlag darin dem favorisierten VfL Stötteritz, der bereits 1921 und 1922 die Deutsche ATSB-Meisterschaft gewonnen hatte, mit 0:1.
In der Saison 1923/24 konnte Alemannia 22 den Meistertitel der Märkischen Spielvereinigung verteidigen und besiegte dabei im Endspiel am 6. April 1924 im Stadion Lichtenberg die FT Neukölln-Britz mit 3:1. In der ersten Runde der ostdeutschen Meisterschaft wurde der 1. Stettiner RSV Walhalla am 11. Mai 1924 in Stettin mit 2:1 ausgeschaltet, in der zweiten Runde schied Alemannia 22 allerdings am 18. Mai 1924 in Guben gegen den SV Stern Breslau mit 0:1 aus. In der Saison 1925/26 wurde Alemannia 22 wieder Meister der Märkischen Spielvereinigung, verzichtete aber wegen zu hoher Reisekosten auf eine Teilnahme an der ostdeutschen Meisterschaft.
In den Folgejahren konnte der Verein keine weiteren Erfolge erreichen. Alemannia 22 spaltete sich 1928 mit den anderen Vereinen der Märkischen Spielvereinigung vom sozialdemokratisch dominierten ATSB ab. Von 1930 bis Februar 1933 gehörte die Märkische Spielvereinigung zur KPD-nahen Kampfgemeinschaft für Rote Sporteinheit („Rotsport“). Im März 1933 wurde der BFC Alemannia 22 durch das neue nationalsozialistische Regime zur Auflösung gezwungen. Einen Nachfolgeverein nach dem Zweiten Weltkrieg gab es nicht.

## Spielstätten
Als Spielstätten von Alemannia 22 sind der Sportplatz in der Nähe des Tegeler Gefängnisses und der Sportplatz Christianiastraße, die heutige Hanne-Sobek-Anlage in Berlin-Gesundbrunnen, überliefert.